# NK Inter Zaprešić
O NK Inter Zaprešić é um clube de futebol croata sediado em Zaprešić, no noroeste de Zagreb.
O time atua na Prva HNL depois de serem promovidos da Druga HNL no final da temporada de 2014–15.
A equipe é apelidada de Keramičari ('Fabricantes de cerâmica'), porque eles foram patrocinados por uma fábrica de cerâmica através de grande parte de sua história) ou Div iz predgrađa ('O gigante do subúrbio'). As cores da equipe são amarelo e azul. Manda seus jogos em casa no Stadion ŠRC Zaprešić.

## História
O clube foi fundado em 1929 originalmente como NK Sava. Em 1932, o nome foi alterado para NK Jelačić. Após o final da Segunda Guerra Mundial, o clube foi renomeado para NK Zaprešić. Esse nome foi mantido até 1962, quando teve o nome mudado para Jugokeramika, em homenagem a seu principal patrocinador, uma fábrica de cerâmica local. Nesse mesmo ano, o estádio do clube, o ŠRC Zaprešić, foi construído e inaugurado. 
O primeiro sucesso notável do clube ocorreu nos anos 80, sob o comando do técnico Zorislav Srebrić (1985-1990). Até então, o clube havia passado toda sua existência em ligas de nível inferior, mas em 1987 o time chegou às finais do playoff de qualificação para a promoção da Segunda Divisão Iugoslava, mas foi derrotado pelo compatriota Šparta, de Beli Manastir). Em 1987, a arquibancada leste do estádio foi construída e a casa do Jugokeramika foi uma das sedes para o torneio de futebol da Universíada de Verão de 1987.
Após a independência da Croácia em 1991, a Jugokeramika (a fábrica) mudou de nome para "Inker" (sigla para Industrija keramike, ou “Indústria de cerâmica”). O clube seguiu o exemplo e adotou  o nome NK Inker Zaprešić. Sob este nome, participou da temporada inaugural do recém-criado campeonato croata e terminou em quarto, mas ainda mais memorável foi sua vitória na Copa da Croácia de 1992. A equipe era treinada por Ilija Lončarević e entre os jogadores notáveis da equipe vencedora da taça estavam os croatas Ivan Cvjetković, Krunoslav Jurčić e Zvonimir Soldo.[carece de fontes?] Embora isso significasse que o Inker havia se qualificado para a Taça dos Clubes Vencedores de Taças, a UEFA não permitiu que os clubes croatas participassem de competições europeias devido à guerra em andamento, então o Inker perdeu sua primeira chance de participar de competições continentais. Porém, coube o clube a distinção de jogar o primeiro jogo internacional de clubes organizado por um clube croata desde a independência do país, um amistoso contra o Sturm Graz em fevereiro de 1992, e também foi o primeiro time croata a jogar no exterior, quando disputou um amistoso contra o Brighton & Hove Albion na Inglaterra no verão de 1991.
Nos anos seguintes, os desempenhos do clube diminuíram rapidamente e, em 1997, foi rebaixados para a 2. HNL e, em 1999, para a 3. HNL. O ano de 2000 provou-se um ponto de virada e em 2001 eles voltaram à segunda e em 2003 o time foi promovido de volta à primeira divisão após seis anos de ausência. Em 2003, seu principal patrocinador, a fábrica de cerâmica Inker, deixou de patrocinar o clube, então o clube mudou de nome para Inter Zaprešić. Na temporada 2004-05, o time terminou em segundo lugar no campeonato, que ainda é o recorde dos clube. Na temporada seguinte, o Inter finalmente estreou em competições europeias, mas foi eliminada no primeiro jogo pelo sérvio Estrela Vermelha por 7 a 1 no agregado na segunda pré-eliminatória da Copa da UEFA de 2005–06, com Srđan Pecelj marcando o único gol do Inter na Europa. O sucesso do Inter entre 2002 e 2005 foi em grande parte devido a jogadores emprestados do colosso croata Dinamo Zagreb (como Luka Modrić, Vedran Ćorluka e Eduardo da Silva). Após 2005, a sorte do Inter mudou novamente, depois que esses jogadores foram chamados de volta para o Dínamo. O time caiu para a segunda divisão novamente em 2006, mas conseguiu a promoção imediatamente na temporada 2006-07. Os anos seguintes foram difíceis e o objetivo principal era manter-se na primeira divisão, exceto em 2010-11, quando o clube surpreendentemente terminou em 5º no geral. Em 2013, o time desabou, pela terceira vez em sua história, para a 2. HNL. Na temporada 2015-16, o time voltou à primeira divisão e permanece por lá desde então.

### Mudanças de nome
- NK Sava (1929–1932)
- HŠK Jelačić (1932–1945)
- NK Zaprešić (1945–1962)
- NK Jugokeramika (1962–1991)
- NK Inker Zaprešić (1991–2003)
- NK Inter Zaprešić (2003–presente)

## Torcida
Devido à proximidade geográfica entre Zaprešić e Zagreb, cidade natal do GNK Dinamo Zagreb, que possui a maior torcida da Croácia, o Inter Zaprešić sempre teve dificuldades para atrair público a seus jogos. Porém, ao longo dos anos, um grupo de torcedores conseguiu se organizar criou uma torcida organizada chamado Divlje Svinje (Porcos Selvagens).

### História
Nos anos 90, alguns membros da Bad Blue Boys, em busca de um novo desafio, uniram-se e foram apoiar o Inter Zaprešić em seus jogos. Poucos dias depois, a foto deles foi divulgada nos jornais e o evento ficou conhecido como o dia em que os Porcos Selvagens foram fundados. Mais e mais pessoas começaram a se juntar ao grupo, jogo após jogo. Em 1991, os porcos selvagens foram formalmente registrados como uma associação de cidadãos em Zaprešić.
No final da temporada 1996-97, o Inter Zaprešić foi rebaixado para a segunda divisão e os membros da Porcos Selvagens começaram a desistir do apoio organizado e os que restavam não tinham paciência nem vontade suficientes para continuar. À medida que mais membros deixavem o grupo, ele acabou se desfezendo.
No final da temporada 2002-03, o Inter Zaprešić voltou ao topo do futebol croata depois de passar 6 anos nas divisões inferiores. Essa foi a centelha necessária para formar trazer os Porcos Selvagens de volta à vida. Entre 2004 e 2005, o Inter Zaprešić disputou o campeonato nacional, o que foi um grande impulso para o crescimento e a participação na torcida. Vários recordes foram quebrados naquele ano para o clube, especialmente na categoria de média de público.
Apenas um ano depois, no final da temporada 2005-06, o Inter Zaprešić foi rebaixado novamente para a segunda divisão. A existência do grupo estava em questão, assim como em 1997. Mas desta vez, o grupo não se desfez.

### Revivendo o grupo
Em 2012/13, o grupo foi revivido pelos fãs mais jovens que organizaram o apoio durante o primeiro jogo em casa na segunda parte da temporada. No fim, o clube acabou tendo apoio em todos os jogos em casa e fora. No final da temporada, o Inter Zaprešić foi rebaixado, mas os Porcos Selvagens continuaram com seus esforços para alentar o time.

## Elenco
- Atualizado em 13 de julho de 2020.

Legenda
- : Capitão
- : Lesão

## Títulos
- Copa da Croácia: 1992
- Campeonato Croata:1991 (Não-oficial)

### Por temporada
| Temporads | Competição    | Rodada | Oponente                             | Casa | Fora | Agregado |
| --------- | ------------- | ------ | ------------------------------------ | ---- | ---- | -------- |
| 2005–06   | Compa da UEFA | QR2    | Estrela Vermelha Sérvia e Montenegro | 1–3  | 0–4  | 1–7      |